# 万歳町
万歳町（ばんざいちょう）は、大阪府大阪市北区にある町名。丁番を持たない単独町名である。

## 地理
大阪市北区の中心部に位置。北は都島通（大阪市道大阪環状線）を挟んで中崎西、西から南は堂山町、東は中崎および扇町に接する。
都島通が走る地内の北端には地下鉄谷町線中崎町駅があり、都島通を中心に商業化している。ヤマヒサやUG・宇都宮などのオフィスがある他、近年では高層マンションの建設が進んでいる。

### 地名の由来
綱敷天神社によると、綱敷天神社の境内末社である喜多埜稲荷神社の両脇にある「萬載橋」が転訛したものとされる。

## 世帯数と人口
2019年（平成31年）3月31日現在の世帯数と人口は以下の通りである。
| 町丁   | 世帯数  | 人口    |
| ------ | ------- | ------- |
| 万歳町 | 576世帯 | 1,014人 |

### 人口の変遷
国勢調査による人口の推移。
| 1995年（平成7年）  | 270人   | [ 6 ]  |  |
| 2000年（平成12年） | 221人   | [ 7 ]  |  |
| 2005年（平成17年） | 199人   | [ 8 ]  |  |
| 2010年（平成22年） | 617人   | [ 9 ]  |  |
| 2015年（平成27年） | 1,056人 | [ 10 ] |  |

### 世帯数の変遷
国勢調査による世帯数の推移。
| 1995年（平成7年）  | 145世帯 | [ 6 ]  |  |
| 2000年（平成12年） | 133世帯 | [ 7 ]  |  |
| 2005年（平成17年） | 143世帯 | [ 8 ]  |  |
| 2010年（平成22年） | 387世帯 | [ 9 ]  |  |
| 2015年（平成27年） | 655世帯 | [ 10 ] |  |

## 学区
市立小・中学校に通う場合、学区は以下の通りとなる。北区内の全ての市立中学校と、大阪市内の小中一貫校が対象で学校選択が可能（抽選を実施）。
| 番・番地等 | 小学校             | 中学校             |
| ---------- | ------------------ | ------------------ |
| 全域       | 大阪市立扇町小学校 | 大阪市立天満中学校 |

## 事業所
2016年（平成28年）現在の経済センサス調査による事業所数と従業員数は以下の通りである。
| 町丁   | 事業所数  | 従業員数 |
| ------ | --------- | -------- |
| 万歳町 | 111事業所 | 1,265人  |

## 施設
- ヤマヒサ
- ライフ 中崎町駅前店
- ワークアカデミー
- UG・宇都宮
- オフィスとんで
- 天満病院グループ梅田ビル

## 交通

### 鉄道
- 地下鉄谷町線「中崎町駅」3番出口

### 道路
主要地方道
- 大阪市道大阪環状線（都島通）

## その他

### 日本郵便
- 〒530-0028[3]（集配局：大阪北郵便局[13]）